# Clayton Stoner
Clayton Stoner (* 19. Februar 1985 in Port McNeill, British Columbia) ist ein ehemaliger kanadischer Eishockeyspieler. Der Verteidiger bestritt zwischen 2009 und 2017 über 300 Partien für die Minnesota Wild und die Anaheim Ducks in der National Hockey League. Zugleich kam er in etwa gleichem Umfang in der American Hockey League zum Einsatz.

## Karriere
Clayton Stoner begann seine Karriere als Eishockeyspieler bei den Powell River Kings, für die er von 2000 bis 2002 in der British Columbia Hockey League aktiv war. Anschließend spielte er drei Jahre lang für die Tri-City Americans in der kanadischen Top-Juniorenliga Western Hockey League. In diesem Zeitraum wurde der Verteidiger im NHL Entry Draft 2004 in der dritten Runde als insgesamt 79. Spieler von den Minnesota Wild ausgewählt. Von 2005 bis 2010 lief er für Minnesotas Farmteam Houston Aeros in der American Hockey League auf. In der Saison 2009/10 gab er zudem sein Debüt in der National Hockey League für die Minnesota Wild, in deren NHL-Mannschaft er ab 2010 Stammspieler war.
Anfang Juli 2014 unterzeichnete Stoner einen Vierjahresvertrag bei den Anaheim Ducks. Im Juni 2017 wurde er im NHL Expansion Draft 2017 von den Vegas Golden Knights ausgewählt. Zusätzlich erhielt Vegas Shea Theodore von den Ducks, die damit andere Spieler ihres Kaders vor einer Wahl schützten. Anschließend bestritt Stoner verletzungsbedingt kein Spiel der Saison 2017/18, ehe sein auslaufender Vertrag im Sommer 2018 nicht verlängert wurde. In der Folge beendete er seine aktive Karriere und verblieb in der Organisation der Golden Knights, die ihn als Trainer in ihrem Nachwuchsprogramm anstellten.

## Erfolge und Auszeichnungen
- 2005 WHL West Second All-Star Team

## Karrierestatistik
(Legende zur Spielerstatistik: Sp oder GP = absolvierte Spiele; T oder G = erzielte Tore; V oder A = erzielte Assists; Pkt oder Pts = erzielte Scorerpunkte; SM oder PIM = erhaltene Strafminuten; +/− = Plus/Minus-Bilanz; PP = erzielte Überzahltore; SH = erzielte Unterzahltore; GW = erzielte Siegtore; 1 Play-downs/Relegation; Kursiv: Statistik nicht vollständig)

## Sonstiges
Im Mai 2013 tötete Stoner während einer Jagdreise in British Columbia einen an Menschen gewöhnten und von den Ureinwohnern „Cheeky“ genannten Grizzlybären. Stoner wurde im Januar 2016 zu einer Geldstrafe von 10.000 $ und drei Jahren Jagdverbot verurteilt. Die von ihm abgeschnittenen Trophäen (Kopf, Tatze und Fell) wurden rückgeführt und im August 2016 in einer traditionellen Zeremonie durch die Ureinwohner beigesetzt.